# Літературно-мистецька премія імені Марка Вовчка
 Літературно-мистецька премія імені Марка Вовчка  — премія для заохочення митців до створення кращих творів в українській літературі, музиці та інших жанрах.

## Історія
Заснована у 2007 р. Вінницькою обласною краєзнавчою літературно-мистецькою громадською організацією «Велика рідня» (Фундатор — Вітенко Олена Андріївна, голова організації — Яковенко Тетяна Василівна) з метою вшанування пам'яті та пропаганди творчості видатної української письменниці, продовження найкращих традицій української літератури та музики, інших видів мистецтва, заохочення митців до створення кращих творів цих жанрів.
Премією нагороджуються не тільки подоляни, але й митці з інших регіонів України та Зарубіжжя не за конкретний твір, а за загальну творчу діяльність. Рішення ухвалюється компетентним журі, яке щороку визначається активом ГО «Велика рідня». Вручення відбувається щороку у грудні місяці в урочистій обстановці в рамках Днів вшанування пам'яті Марка Вовчка на Вінниччині
Стало звичним для лауреатів віддавати грошовий номінал премії на розвиток музею Марка Вовчка у м. Немирів.

## Лауреати
2007 — Ольга Янушкевич (Тульчин-Немирів-Теплик-Вінниця), композитор; Тетяна Яковенко (Вінниця), письменниця; Валентина Сторожук (Вінниця), письменниця; Олена Вітенко (Вінниця), письменниця; Павло Рибалко (Немирів), колишній директор школи № 2 (посмертно);
2008 — Олександр Ковальчук (Вінниця), художник; Василь Папаїка (Вінниця), композитор (посмертно); Олександр Деко (Ізраїль), письменник.
2009 — Ніна Горик (Луцьк), письменниця.
2010 — В'ячеслав Швець (Вінниця), композитор.
2011 — Яків Поляхівський (Вінниця), композитор.
2012 — Наталія Стебновська (Немирів), завідувач меморіального музею Марка Вовчка, учитель; Фаїна Приймачик (Вінниця), учитель, журналіст.
2013 — Микола Денисенко (Немирів), краєзнавець.
2014 — Галина Бунь (Вінниця), керівник народного самодіяльного хору «Добродар»; Тетяна Гудима (Немирів), директор НВК № 2 ЗОШ І-ІІІ ст.;
2015 — Вікторія Братусь (Немирів), завідувач меморіального музею Марка Вовчка, учитель.
2018 — Олег Донець (Київ), студент хіміко-технологічного факультету Національного технічного університету України «Київського політехнічного університету імені Сікорського».
2020 — Рабенчук Володимир Семенович (Вінниця), письменник.
2024 — письменники Станіслав Новицький (Вінниця), Анатолій Каретний (Кропивницький), Володимир Невесенко (Суми).